# Günter Koderhold
Günter Koderhold (* 1. März 1954 in Aachen) ist ein österreichischer Mediziner und Politiker der Freiheitlichen Partei Österreichs (FPÖ). Von 2015 bis 2020 war er Abgeordneter zum Wiener Landtag und Mitglied des Wiener Gemeinderates.

## Leben
Günter Koderhold besuchte ab 1968 das damalige Bundesgymnasium und Bundesrealgymnasium II in Wien-Leopoldstadt, das spätere Sigmund-Freud-Gymnasium, wo er 1973 maturierte. Anschließend begann er ein Studium der Medizin an der Universität Wien, das er 1979 mit der Promotion zum Doktor der Medizin abschloss. Von 1974 bis 1976 war er als freier Mitarbeiter am LBI für Biologie im Forschungszentrum Seibersdorf mit Schwerpunkt DNA-Reparatur tätig. 1986 beendete er seine Ausbildung zum Arzt für Allgemeinmedizin, 1992 seine Ausbildung zum Facharzt für Radiologie und 1995 seine Facharztausbildung für Radioonkologie-Strahlentherapie und erwarb ein Diplom als klinischer Prüfarzt.
Von 1988 bis 2007 und von 2012 bis 2017 war er Kammerrat der Wiener Ärztekammer, von 1988 bis 1992 außerdem Delegierter der Österreichischen Ärztekammer und von 1992 bis 1998 Vorsitzender der Ausbildungskommission. Von 2003 bis 2011 fungierte er als Referent für Medizinisches Internet und Telematik der Wiener Ärztekammer. Koderhold ist Oberarzt an der Sonderabteilung für Strahlentherapie im Krankenhaus Hietzing mit Neurologischem Zentrum Rosenhügel.
Am 24. November 2015 wurde er am Beginn der 20. Wahlperiode als Abgeordneter zum Wiener Landtag und Gemeinderat angelobt, wo er Mitglied im Gemeinderatsausschuss für Soziales, Gesundheit und Sport, in der Gemeinderätlichen  Behindertenkommission und in der Untersuchungskommission ist. Weiters ist er im Vorstand der Krankenfürsorgeanstalt (KFA) der Bediensteten der Stadt Wien und im Kuratorium Psychosoziale Dienste in Wien tätig. Nach der Landtags- und Gemeinderatswahl in Wien 2020 schied er mit 24. November 2020 aus dem Landtag aus.
Koderhold ist Mitglied der Katholischen Österreichischen Studentenverbindung (K.Ö.St.V.) Ostaricia Wien im Mittelschüler-Kartell-Verband (MKV).